# Chuy (Uruguai)
Chuy é uma cidade do Uruguai, localizada no departamento de Rocha, na fronteira com o Brasil. Sua população, de acordo com os dados do censo de 2004 é de 10.357 habitantes.
A cidade, embora pequena, apresenta uma zona comercial muito desenvolvida, com duty-free shops que vendem desde bebidas a perfumes e pedras preciosas.
A cidade de Chuy se situa próxima à costa marítima, com a praia de Barra de Chuy distante cerca de 8 quilômetros. Sua água não é muito quente mas é rica em iodo, que tem efeitos benéficos à saúde.[carece de fontes?]
Chuy é separada da cidade brasileira vizinha do Chuí apenas por um pequeno canteiro na Avenida Internacional, de apenas dois metros, que a corta de ponta a ponta. Sobre este canteiro desenvolve-se intenso comércio ambulante. A cidade tem um carnaval onde se apresentam escolas de samba do Rio Grande do Sul (Pelotas, Santa Vitória do Palmar, Chuí), além de conjuntos de Montevidéu, Maldonado, Rocha, e Lascano, entre outros.
Chuy liga-se a Montevidéu pela Ruta 9, na qual situa-se ao km 340. Está ligada à rodovia brasileira BR-471.

## Origem do termo
A palavra Chuy, segundo a maioria dos estudiosos, provém da língua tupi guarani. Com ela, os indígenas teriam designado o pequeno arroio em cujas bordas haveria de surgir no século XIX a população que hoje leva esse nome. Por outro lado, o antropólogo e escritor Daniel Granada afirma que “chui” era o nome que os indígenas davam a um pássaro de peito amarelo, nativo e comum nos banhados da região. Além disso, o escritor Tancredo Blotta diz que “chuy” é uma palavra composta e que pode ser traduzida como “rio de água parda”.
O historiador brasileiro Péricles Azambuja faz alusão a uma versão na qual a palavra seria de origem araucana (primitivamente Chyué) e teria sido trazida pelos antigos Charrúas ou alguma tribo anterior, talvez, os Chanás, quando migraram das regiões andinas. Outras versões etimológicas falam de uma rã ou sapo pequeno d'água, de uma pequena tartaruga ou inclusive um cavalo de pequenas proporções. As pessoas que defendem algumas delas, baseiam-se no fato de que o arroio, como curso de água, é insignificante, comparado com outros da geografia da região.
Também, menciona-se uma possível origem quechua, da palavra achuy, cujo significado era “achira”, embora também possuísse o significado de “ensinar” através da narração oral. Chuy sería “mestre” ou “narrador”. Estaria estreitamente relacionado com a tribo nativa que ocupou a região, os Arachuy.

## Clima
| Dados climatológicos para Chuy                                                                | Dados climatológicos para Chuy | Dados climatológicos para Chuy | Dados climatológicos para Chuy | Dados climatológicos para Chuy | Dados climatológicos para Chuy | Dados climatológicos para Chuy | Dados climatológicos para Chuy | Dados climatológicos para Chuy | Dados climatológicos para Chuy | Dados climatológicos para Chuy | Dados climatológicos para Chuy | Dados climatológicos para Chuy | Dados climatológicos para Chuy |
| Mês                                                                                           | Jan                            | Fev                            | Mar                            | Abr                            | Mai                            | Jun                            | Jul                            | Ago                            | Set                            | Out                            | Nov                            | Dez                            | Ano                            |
| --------------------------------------------------------------------------------------------- | ------------------------------ | ------------------------------ | ------------------------------ | ------------------------------ | ------------------------------ | ------------------------------ | ------------------------------ | ------------------------------ | ------------------------------ | ------------------------------ | ------------------------------ | ------------------------------ | ------------------------------ |
| Temperatura máxima média (°C)                                                                 | 29                             | 28                             | 26                             | 23                             | 20                             | 17                             | 17                             | 18                             | 19                             | 22                             | 24                             | 27                             | 29                             |
| Temperatura mínima média (°C)                                                                 | 18                             | 18                             | 17                             | 13                             | 11                             | 8                              | 8                              | 9                              | 10                             | 12                             | 13                             | 16                             | 8                              |
| Dias com precipitação                                                                         | 59                             | 81                             | 85                             | 104                            | 98                             | 83                             | 84                             | 82                             | 84                             | 85                             | 92                             | 70                             |                                |
| Fonte: https://www.meteoblue.com/pt/tempo/historyclimate/climatemodelled/chui_uruguai_3443061 |                                |                                |                                |                                |                                |                                |                                |                                |                                |                                |                                |                                |                                |